# Costa Rica-i colón
A colón Costa Rica hivatalos pénzneme. 1 colón = 100 céntimo.
A colón 1897-ben váltotta fel a pesót.

## Érmék
Az 500 colón érmét 2003-ban vezették be. Az alumínium anyagú 5 és 10 colón érmét 2006-ban bocsátották ki.
Érdekesség, hogy a világon a legnagyobb forgalomban lévő érme az 500 colón, átmérője 33 mm

## Bankjegyek

### Korábban bankjegyek
| Névérték     | Szín         | Leírás                  | Leírás                                        |
| Névérték     | Szín         | Előlap                  | hátlap                                        |
| ------------ | ------------ | ----------------------- | --------------------------------------------- |
| 1000 colón   | vörös        | Tomás Soley Güell       | National Insurance Institute                  |
| 2 000 colón  | világosbarna | Clodomiro Picado Twight | pörölycápa és delfin                          |
| 5 000 colón  | világoskék   | Prekolumbián szobrok    | tukán, stone sphere, jaguár és helyi növények |
| 10 000 colón | kék          | Emma Gamboa             | Jaguár és puma                                |

### 2010-es sorozat
2010 augusztus 27-én új bankjegysorozatot bocsátottak ki. Az 1000 colónos bankjegy polimer alapú és a korábbi címletek mellett 20 és 50 ezres colónt is bevezetnek. 2020-től a sorozat összes címletét már polimer alapanyagból nyomtatják.
| Névérték | Méret       | Szín    | Leírás                          | Leírás                                | Dátumok   | Dátumok             | Dátumok     |
| Névérték | Méret       | Szín    | Előoldal                        | Hátoldal                              | Nyomtatás | Kibocsátás          | Visszavonás |
| -------- | ----------- | ------- | ------------------------------- | ------------------------------------- | --------- | ------------------- | ----------- |
| 1000     | 125 x 67 mm | vörös   | Braulio Carrillo Colina         | Guanacaste-fa, fehér farkú szarvas    | 2010      | 2011. június 20.    | forgalomban |
| 2000     | 132 x 67 mm | kék     | Mauro Fernández Acuna           | halak, cápa, vízi világ               | 2010      | 2011. június 20.    | forgalomban |
| 5 000    | 139 x 67 mm | sárga   | Alfredo Gonzálex Flores         | fehér arcú majom, vörös mangrove, rák | 2010      | 2012. augusztus 27. | forgalomban |
| 10 000   | 146 x 67 mm | zöld    | José Figueres Ferrer            | lajhár, orchidea                      | 2010      | 2012. augusztus 27. | forgalomban |
| 20 000   | 153 x 67 mm | narancs | Maria I. Carvajal “Carmen Lyra” | kolibri                               | 2010      | 2010. augusztus 11. | forgalomban |
| 50 000   | 160 x 67 mm | ibolya  | Ricardo Jiménez Oremuno         | Morpho-pillangó                       | 2010      | 2012. augusztus 27. | forgalomban |